# Ludwig von Mises
Ludwig Heinrich Edler von Mises (Lviv (Lemberg em seu tempo), 29 de setembro de 1881 – Nova Iorque, 10 de outubro de 1973) foi um economista teórico de nacionalidade austríaca e, posteriormente, americana, de origem judaica, que foi membro da Escola Austríaca de pensamento econômico. É conhecido principalmente por seu trabalho no campo da praxeologia, o estudo dedutivo das ações e escolhas humanas.
Defensor da liberdade econômica como suporte básico da liberdade individual, em seu livro Ação Humana expõe as posições epistemológicas e metodológicas que caracterizam a Escola Austríaca: concepção subjetiva de valor, individualismo metodológico e praxeologia. Além disso, Mises dedicou-se à crítica do Socialismo enquanto sistema econômico, por considerá-lo inviável em razão de não apresentar mecanismos de fixação de preço pelo mercado (problema do cálculo econômico).
Embora seu trabalho tenha sido amplamente ignorado até meados do século XX, sua obra tem experimentado um certo aumento de popularidade, embora mesmo pensadores ligados ao liberalismo clássico o acusem de ser "um filho do Iluminismo nascido por engano no século XX".
É autor de diversos livros sobre economia, dentre os quais o já citado Ação Humana (1949), A Mentalidade Anticapitalista (1956) e As Seis lições (1979).

## Biografia
Ludwig von Mises nasceu em Lviv, então parte do Império Austro-Húngaro e atual Ucrânia, filho de pais judeus. O seu pai trabalhava como engenheiro na cidade, e como descendentes de famílias de grande fortuna (seu bisavô paterno havia sido elevado à pequena nobreza e recebido de Francisco José I o título de edler) o jovem Ludwig e seu irmão Richard, que deixou contribuições na área de engenharia mecânica, tiveram uma infância confortável e que lhes proporcionou uma esmerada educação. Assim, aos doze anos, Ludwig falava fluentemente alemão, polonês e francês, lia em latim, e entendia o ucraniano.
Quando Ludwig e Richard ainda eram pequenos, sua família voltou para Viena, onde tinha raízes. Em 1900, Mises frequentou a Universidade de Viena, sendo influenciado pelos trabalhos de Carl Menger. Entre 1904 e 1914, Mises assistiu às aulas do economista austríaco Eugen von Boehm-Bawerk, tendo concluído seu doutorado em 1906.

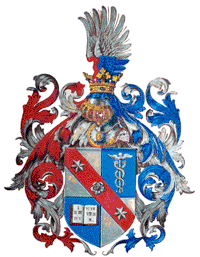
Brasão do bisavô de Ludwig von Mises, Mayer Rachmiel Mises, que em 1881 recebeu do Imperador Francisco José I da Áustria o título de edler

Mises lecionou na Universidade de Viena de 1913 a 1934, e também atuou como conselheiro econômico do monarquista Otto von Habsburg e do governo austrofascista de Engelbert Dollfuss. Como judeu, Mises temia pela sua integridade física diante do avanço Nazi na Europa, tendo o assassinato de Dollfuss pelos nazi, convencido a fugir do país em 1934, em direção a Genebra na Suíça, onde passou a lecionar no Instituto Universitário de Altos Estudos Internacionais até 1940.
Em 1940, ele imigrou para Nova Iorque, vindo aos Estados Unidos sob o patrocínio da Fundação Rockefeller e, como muitos outros intelectuais representantes do liberalismo clássico, recebeu apoio do Fundo William Volker para obter uma posição nas universidades norte-americanas, finalmente tornando-se professor visitante na New York University de 1945 até sua aposentadoria em 1969, sendo então financiado pelo empresário Lawrence Fertig. Durante parte desse período atuou como consultor acerca de assuntos monetários para a União Pan-europeia e recebeu um doutorado honorário do Grove City College.

## Morte
Ludwig Heinrich von Mises morreu no dia 10 de outubro de 1973, aos 92 anos, no hospital St. Vincent, em Nova Iorque.

## Teoria Econômica
Entre os amigos e alunos de Mises na Europa, incluem-se Wilhelm Röpke e Alfred Müller-Armack (assessores do chanceler da Alemanha Ludwig Erhard), Jacques Rueff (conselheiro econômico de Charles de Gaulle) e o presidente italiano Luigi Einaudi e Leonid Hurwicz, vencedor do Prêmio Nobel de Economia em 2007 O economista e teórico político F. A. Hayek ao brindar Mises em uma festa disse: "É um dos mais educados e informados homens que eu já conheci ..." Paul Samuelson, um dos mais influentes economistas do século XX, inseriu Mises em sua lista imaginária daqueles que receberiam o Prêmio Nobel, caso a categoria de Economia fosse instituída desde o começo, em 1901, junto às demais.
Mises escreveu e lecionou incansavelmente, divulgando o liberalismo clássico, sendo um dos líderes da Escola Austríaca de economia. Em Human Action, Mises revelou o fundamento conceitual da economia, que chamou de praxeologia, a ciência da ação humana. Muitos de seus trabalhos tratavam de dois temas econômicos relacionados:
- economia monetária e inflação.
- diferenças entre economias planificadas e livre mercado.

Mises defendia que as pessoas demandam dinheiro devido à sua utilidade como meio para aquisição de outros bens, não por algum valor intrínseco desse, e que qualquer expansão de oferta de crédito causa ciclos econômicos. Era defensor convicto do free banking (sistema bancário não regulado com concorrência inteiramente livre). Mises sugeriu que o socialismo falha no aspecto econômico devido ao problema do cálculo econômico — o uso de uma economia planejada em substituição ao mercado na alocação dos fatores de produção.
Em artigo de 1920, Mises argumentou que, sem uma economia de mercado não haveria um sistema de preços funcional, o qual considerava essencial para alcançar uma alocação racional dos bens de capital para os seus usos mais produtivos. O socialismo falha porque a demanda não pode ser conhecida sem preços estabelecidos pelo mercado. A crítica de Mises da via socialista para o desenvolvimento econômico é conhecida:
| “ | O único fato sobre a Rússia sob o regime soviético com que todas as pessoas concordam é: que a qualidade de vida do povo Russo é muito menor do que a do povo no pais que é universalmente considerado como o paradigma do capitalismo, os Estados Unidos. Se fôssemos considerar o regime soviético um experimento científico, poderíamos dizer que a experiência demonstrou claramente a superioridade do capitalismo e a inferioridade do socialismo. | ” |

Oskar Lange iniciou a reflexão socialista sobre esse assunto a partir do ponto de vista de Mises, com o ensaio editado em outubro de 1936, On the Economic Theory of Socialism, publicado na Review of Economic Studies.
Os argumentos de Mises foram ampliados por economistas austríacos posteriores, como Hayek.
Em Intervencionismo, uma Análise Econômica (1940), Ludwig von Mises escreveu:
| “ | A terminologia usual da linguagem política é estúpida. O que é esquerda e o que é direita? Por que Hitler é de 'direita' e Stalin, seu amigo e contemporâneo, de 'esquerda'? Quem é 'reacionário' e quem é 'progressista'? Reação contra políticas pouco inteligentes não deve ser condenada. E progresso em direção ao caos não deve ser elogiado. Nada deve ser aceito apenas por ser novo, radical, e estar na moda. 'Ortodoxia' não é um mal se a doutrina em que o ortodoxo se baseia é válida. Quem é antitrabalhista, aqueles que querem rebaixar o trabalho ao nível da Rússia, ou aqueles que querem para o trabalho o padrão de vida capitalista dos Estados Unidos? Quem é 'nacionalista,' aqueles que querem colocar seu país sob os calcanhares dos Nazistas ou os que querem preservar sua independência? | ” |

### Influenciados
Muitos economistas e estudiosos foram influenciados pelas ideias de Von Mises. Entre os mais notáveis podemos destacar Israel Kirzner, Friedrich Hayek, Hans Sennholz, Ralph Raico, Leonard Liggio, George Reisman, Henry Hazlitt e Murray Rothbard. O trabalho de Von Mises também é creditado por influenciar personalidades como Leonard Read (fundador da ONG "Foundation for Economic Education"), o poeta Max Eastman e a dramaturga Ayn Rand.
As ideias de Mises foram também considerados uma forte influência para a política Reaganomics do presidente norte-americano Ronald Reagan.

## Críticas
Segundo o historiador econômico Bruce Caldwell, com a ascendência do Positivismo e do Keynesianismo, von Mises veio a ser considerado por muitos como o "economista anticientífico". (carece de explicação).
O livro de 1927 von Mises "Liberalismo" tem sido criticado pelos seus comentários favoráveis ao fascismo. Marxistas como Herbert Marcuse e Perry Anderson, assim como o escritor alemão Claus-Dieter Krohn, alegaram que o autor era favorável ao fascismo italiano, por discutir o seu combate ao socialismo. Recentemente o economista J. Bradford DeLong e sociólogo Richard Seymour, repetiram as mesmas críticas. Von Mises escreveu naquele livro:
Não se pode negar que o fascismo e movimentos semelhantes, visando o estabelecimento de ditaduras são cheios de boas intenções e que sua intervenção, em dado momento, salvou a civilização europeia. O mérito que o fascismo ganhou assim, por si só viverá eternamente na história. Mas apesar da sua política ter sido a salvação do momento, ela não é do tipo que possa garantir um sucesso contínuo. O Fascismo foi um improviso para fazer face a uma emergência. Entendê-lo como algo mais que isso seria um erro fatal.
O biógrafo de Mises Jörg Guido Hülsmann chama a crítica de que Mises justificou o fascismo de "absurda", apontando para o resto da citação na qual ele chamou o fascismo de perigoso e o descreve como um "erro fatal" classificando-o como um "improviso de emergência" contra a crescente ameaça do comunismo e o socialismo, este exemplificado pelos bolcheviques na Rússia.

### Em português
- A Mentalidade Anticapitalista, LVM Editora; 3ª edição (1 janeiro 2017), ISBN-10 8593751059
- Ação Humana: Um Tratado de Economia, LVM Editora; 3ª edição (1 janeiro 2010), ISBN-10 8562816833
- As Seis Lições, LVM Editora; 9ª edição (16 abril 2018), ISBN-10 8593751253
- Intervencionismo: Uma Análise Econômica, LVM Editora; 4ª edição (1 janeiro 2018), ISBN-10 8593751652
- Liberalismo: Segundo a Tradição Clássica, LVM Editora; 2ª edição (1 janeiro 2010), ISBN-10 8562816159
- O Cálculo Econômico sob o Socialismo, LVM Editora; 1ª edição (1 janeiro 2012), ISBN-10 8581190073
- O Mercado. Rio de Janeiro: J. Olympio/Instituto Liberal, 1985. 151p.
- O Livre Mercado e Seus Inimigos. São Paulo: Vide Editorial. 2016. 140p.
- Marxismo Desmascarado. São Paulo: Vide Editorial. 2016. 160p.
- Burocracia. São Paulo: Vide Editorial. 2016. 152p.
- Socialismo: Uma Análise Econômica e Sociológica. Editora KONKIN. 2021. 590p.

### Outros idiomas
- Selected writings of Ludwig von Mises — Between the two World Wars: monetary disorder, interventionism, socialism and the Great Depression. Indianópolis, Liberty Fund, 2002.
- Socialism. Indianópolis, Liberty Fund, 1981. 569 p.
- The Theory of Money and Credit. Nova Iorque, Foundation for Economic Education, 1971. 493 p.
- Planning for Freedom. South Holland, Libertarian Press, 1980. 280 p.
- Nation, State and Economy — contributions to the politics and history of our time. Nova Iorque, New York University Press, 1983. 231 p.
- Planned Chaos. Nova Iorque, Foundation for Economic Education, 1977. 90p.[b]
- Bureaucracy. New Rochell, Arlington House, 1969. 125 p.
- Money, Method, and the market process. Norwell, Kluwer Academic Publishers, 1990. 325 p.
- On the Manipulation of money and credit. Dobbs Ferry, Free Market Books, 1978.
- Omnipotent governmet — the rise of the total state and total war. New Rochell, Arlington House, 1985. 291 p.
- The ultimate foundation of economic science. Kansas City, Shed Andrews and McMeel, 1976.
- Economic Freedom and Interventionism — an anthology of articles and essays. Nova Iorque, Foundation for Economic Education, 1990.
- Epistemological problems of economics. Nova Iorque. New York University Press, 1981. 239 p.
- Notes and recollections. South Holland, Libertarian Press, 1978.
- Essays on some unsettled questions of political economic. Clifton: A. M. Kelley, 1974. 164p.
- The historical setting of the Austrian School of Economics. Auburn: Ludwig von Mises Institute, c1984. 47p.
- Liberty. Auburn: Ludwig von Mises Institute, c1988. 29p.
- Ludwig von Mises, notes and recollections. Spring Mills: Libertarian Press, c1978. 181p.
- Planificación para la libertad: y otros dieciséis ensayos y conferencias. Buenos Aires: Centro de Estudios sobre la libertad, 1986. 350p.
- Politique economique: reflexions pour aujord’hui et pour demain. Paris: Institut Economique de Paris, 1983.